# Изюмский медицинский колледж
Изюмский медицинский колледж — высшее учебное заведение в городе Изюм Харьковской области.

## История
Учебное заведение было создано 25 июля 1930 года решением Харьковского окружного исполнительного комитета на базе районной больницы и начало учебную деятельность в сентябре 1930 года как Изюмский медицинский техникум.
В 1936 году техникум завершил обучение первого выпуска специалистов (30 человек).
После начала Великой Отечественной войны в начале июля 1941 года техникум произвёл досрочный выпуск учащихся, в дальнейшем преподаватели и почти все выпускники и учащиеся были мобилизованы в действующую армию (всего в войне приняли участие 230 выпускников, выпускница 1941 года Евгения Владимировна Гоцуленко стала Героем Советского Союза).
В связи с приближением к городу линии фронта учебное заведение прекратило работу. В ходе боевых действий и в период немецкой оккупации 1941—1943 гг. здание пострадало, но в дальнейшем было восстановлено в новом здании как Изюмская фельдшерско-акушерская школа.
В 1954 году учебное заведение было преобразовано в Изюмское медицинское училище
В 1965 году было принято решение о расширении учебного заведения, в 1966 году училище было переведено в новое здание, в дальнейшем для учащихся было построено общежитие.
В марте 2005 года училище было реорганизовано в Изюмский медицинский колледж.
В 2014 году колледж был аккредитован как высшее учебное заведение I уровня аккредитации.

## Современное состояние
Коммунальное учреждение здравоохранения «Изюмский медицинский колледж» Харьковского областного совета является государственным высшим учебным заведением I уровня аккредитации, которое готовит младших медицинских специалистов по специальностям: «Акушерское дело», «Лечебное дело» и «Сестринское дело».